# دينيس ساندرز
دينيس ساندرز (بالإنجليزية: Denis Sanders)‏ هو منتج أفلام وكاتب سيناريو ومخرج أمريكي، ولد في 21 يناير 1929 في نيويورك في الولايات المتحدة، وتوفي في 10 ديسمبر 1987 في سان دييغو في الولايات المتحدة بسبب نوبة قلبية.

## وصلات خارجية
- دينيس ساندرز على موقع IMDb (الإنجليزية)
- دينيس ساندرز على موقع ألو سيني (الفرنسية)
- دينيس ساندرز على موقع أول موفي (الإنجليزية)
- دينيس ساندرز على موقع قاعدة بيانات الأفلام السويدية (السويدية)
- دينيس ساندرز على موقع قاعدة بيانات الفيلم (الإنجليزية)
- دينيس ساندرز على موقع كينوبويسك (الروسية)